# Runaway 2: Želví sen
Runaway 2: Želví sen (anglicky Runaway 2: The Dream of the Turtle) je počítačová hra volně navazující na předchozí díl Runaway: A Road Adventure. Vznikla v roce 2006 díky firmě Pendulo Studios. Je to ručně kreslená 2D click-and-point adventura, stejně jako v předchozím díle. I tentokrát se zde setkáváme s Brianem a Ginou a některými postavami z minulého dílu (např. Joshua, Sushi, Ruthger, Saturn, atd.). Děj se odehrává na Havaji, Aljašce a někde uprostřed oceánu. Hra končí neuzavřeným dějem, který volně pokračuje v třetím dílu hry Runaway 3: A Twist of Fate.

## Příběh
Děj začíná na Havaji. Gina a Brian spolu chodí a užívají si dovolené. Gině se zachce na malý výlet na Tiki vodopády, kam letí letadlem s Brianem a s pilotem Ottem. Otto však usne a letadlo se řítí k zemi. V Letounu je však jen jeden padák, který Brian Gině vnutí a strčí ji z letadla. Ginu však nad jezerem někdo sestřelí a padá mrtvě do jezera (což už Brian nevidí). Letadlo spadne do pralesa. Brian se probouzí z bezvědomí a zjistí, že je Otto pryč (později zjistí, že spadl do tekutého písku, na jehož povrchu najde jeho letecké brýle. Na konci příběhu však Otto žije, z neuvedených důvodů.) Jeho úkolem je dostat se živý z pralesa a najít Ginu. Postupně se tohle všechno přemění do problémů vesmírných měřítek.

## Hudba
Hudbu k této hře lze nalézt na dvojdílném disku Runaway 2 OST. Jako u předchozího dílu zpívá pár písniček zpěvačka Vera Dominguez - se songy jako Le Spleen, You a Sugar (v Runaway: A Road Adventure zpívala Vera ve skupině Liquor, ale ta se po čase rozpadla; song Sugar Vera nazpívala spolu s Danem). V úvodním videu hry hraje písnička Runaway od španělského zpěváka jménem Ryk-C.